# Буер

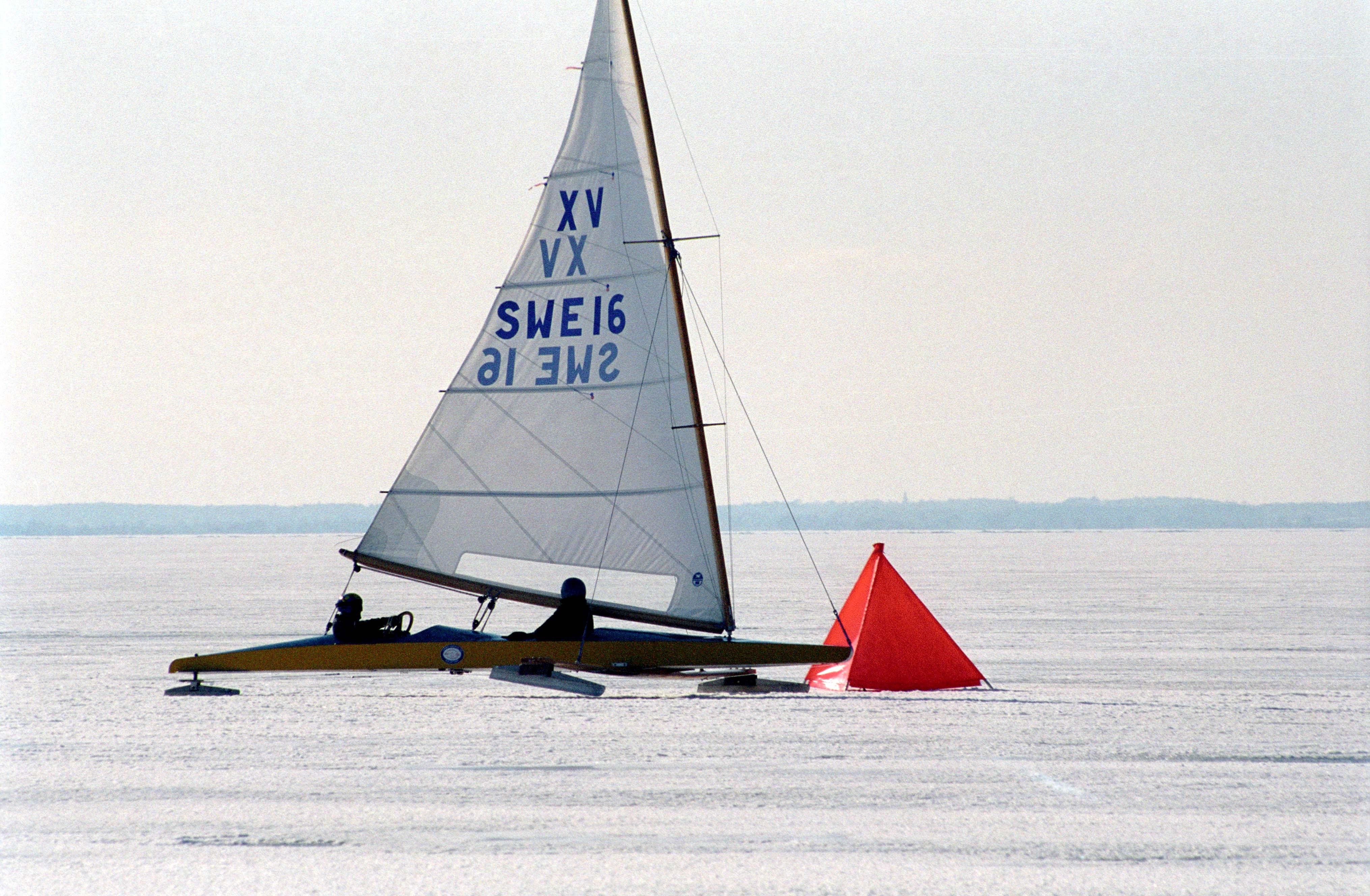
Буер «Монотип-XV», разработан в начале 1930-х годов

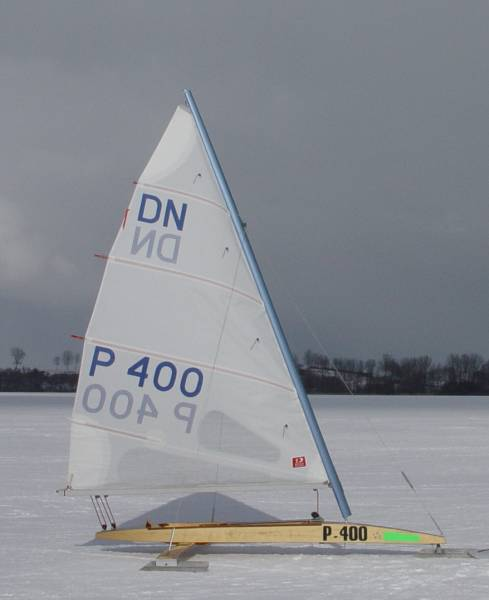
Снаряжённый буер класса «Буер класса DN» на льду

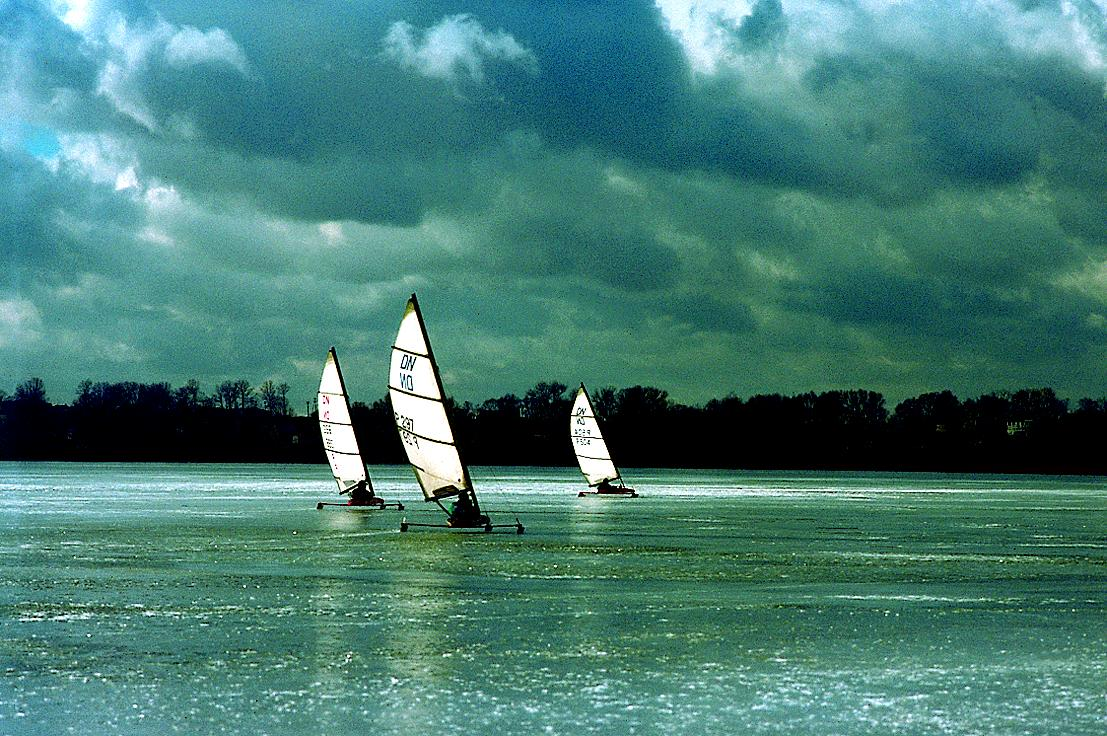
Соревнования по буерному спорту

Бу́ер (нидерл. boeier) — судно, установленное на особых металлических коньках, предназначенная для скольжения по льду и оснащённая мачтой с парусами.
Управление буером имеет много общего с управлением яхтой, но требует специальных навыков в связи с особенностями управления и большой скоростью движения.
Буер является основным снарядом для занятий буерным спортом. На буерах проводятся региональные соревнования, чемпионаты Европы и Мира.

## История

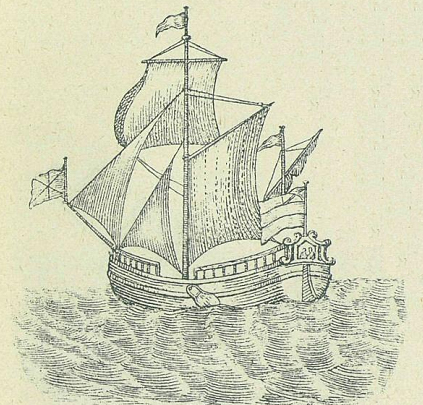
Буер «Люстик», 1704 года постройки

В XVIII—XIX веках буерами называли одно- или двухмачтовые грузовые суда с косыми парусами, предназначавшиеся для прибрежного плавания.
Характерной особенностью буеров являлись большие шверцы по бортам. В составе российского флота суда данного класса появились в начале XVIII века, использовались преимущественно для грузовых перевозок. Отдельные представители буеров прослужили в Российском императорском флоте в качестве императорских прогулочных судов до конца XIX века.
Это название перешло на ледовые буера. Рыбаки Балтийского моря, Ладожского и Онежского озёр издавна использовали буера для промысла зимой, поэтому установить время появления ледовых буеров затруднительно.
В России строительство ледовых буеров на верфях началось при Петре Первом. Известно, что царь в течение зимы приказывал расчищать снег перед Зимним дворцом и ежедневно катался на ледовом буере. Ледовые буера строились на Партикулярной верфи. Дочь Петра I, Елизавета Петровна также имела собственный буер и каталась на нём.
Большое распространение получили буера в Санкт-Петербурге при развитии яхт-клубов в XIX веке. Буерные регаты проводились местными яхт-клубами в районе Петергоф — Стрельна и собирали до 100 вымпелов.
В XX веке буера использовались в ходе военных действий 1941—1944 годах на Ладоге и Балтике с большим успехом. Именно на них до прокладки автомобильной трассы осуществлялось снабжение блокадного Ленинграда и эвакуация его жителей, а впоследствии они активно использовались при обслуживании Дороги жизни. Руководили боевым применением буеров мастера спорта И. П. Матвеев и Н. М. Ермаков
.
С конца 1940-х годов буеры строились в СССР централизованно для коллективов физкультуры.
С 2012 года на озере Байкал вблизи мыса Уюга ежегодно проводятся буерные регаты.

## Конструкция
Буер представляет собой конструкцию крестообразной формы, установленную на трёх или более металлических коньках. Один из коньков (передний или задний) является рулевым и ставится на корпусе. Боковые коньки помещаются на концах поперечного бруса. Конструкция оснащена парусным вооружением типа кэт или шлюп. На современных буерах используется, как правило, один парус на одной мачте, то есть вооружение типа кэт.
Особенностью буера является способность развивать скорость, превышающую скорость ветра от 2 до 5 раз, что достигается за счёт небольшого сопротивления трения стальных коньков о лед.
Существуют буера на колёсах, которые иначе называются пляжными яхтами, способные передвигаться по очень плотному песку пляжей.
Также колесные буера есть на соляных озёрах
Основным материалом для постройки буеров является клееное дерево или пластик (корпус), углепластик или дерево (мачта) и сталь (коньки и оковки). Парус шьётся из прочной ткани полиант.

## Характеристики
Скорость буера 40 км/ч при движении в бейдевинд, и от 60 км/ч до примерно 120 км/ч при движении в бакштаг.

## Управление буером
Управление буером имеет свои особенности, так как по ощущениям рулевого ветер на ходу дует всё время прямо навстречу, и поэтому не каждый яхтсмен может сориентироваться на буере сразу.
Остановка буера осуществляется разворотом прямо против ветра. Тормозные системы применять нецелесообразно, из-за угрозы попадания в «штопор». Поэтому для управления буером требуется пройти соответствующий курс обучения.
При движении буера наиболее ярко выражен присущий быстроходным парусным судам эффект зависимости тяги паруса от скорости, получивший название «буерного эффекта».

## Конструкторы буеров
- Людевиг, Николай Юльевич (1877—1942)
- Эрик фон Хольст (1894—1962)